# Noel Francisco

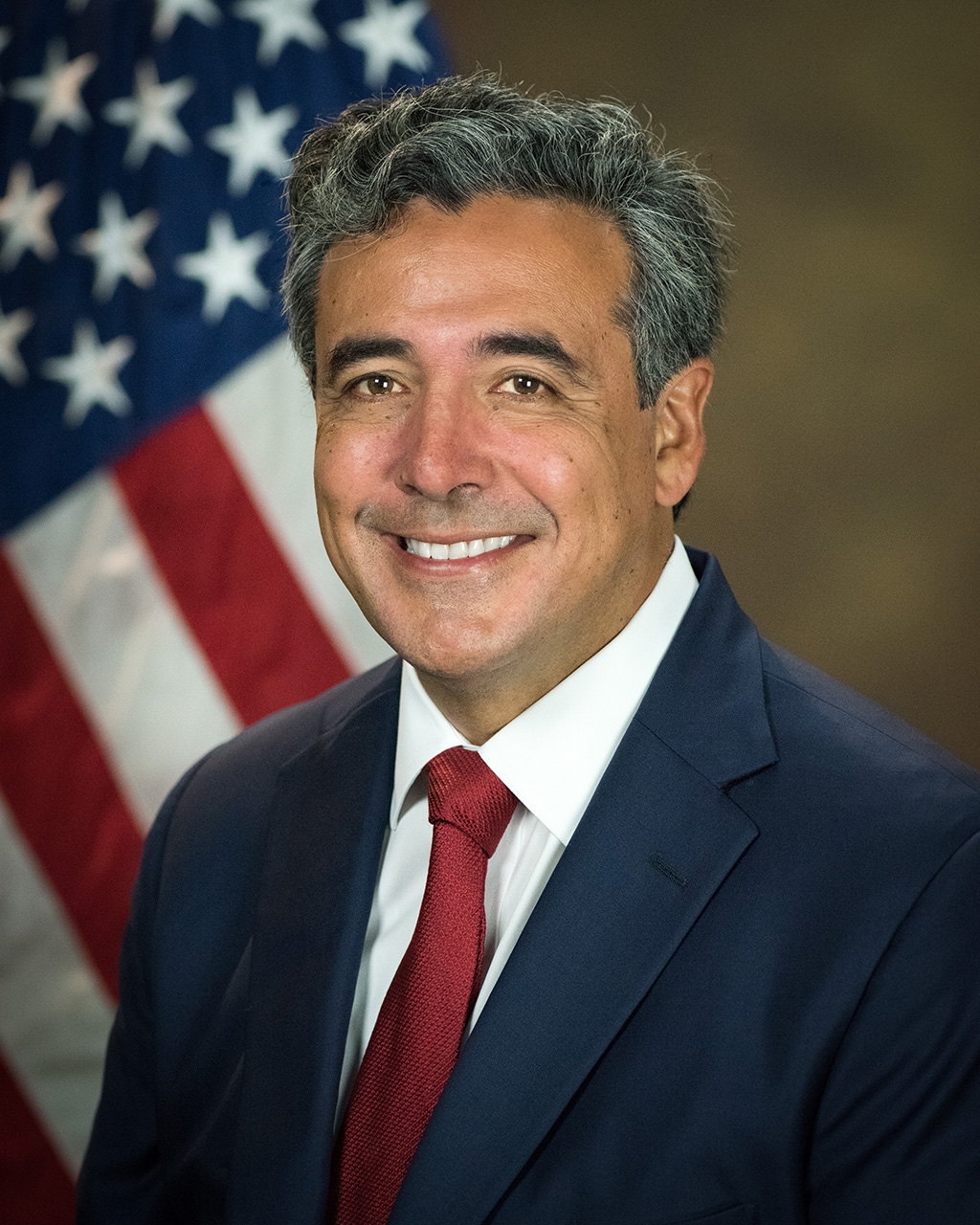
Noel Francisco (2017)

Noel John Francisco (* 21. August 1969 in Syracuse, New York) ist ein amerikanischer Jurist und war von September 2017 bis Juli 2020 Solicitor General of the United States in der Regierung von US-Präsident Donald Trump, nachdem er diese Position von Januar bis März 2017 bereits geschäftsführend innegehabt hatte.

## Leben und Karriere
Francisco wuchs in Oswego, New York auf. Er besuchte ab 1987 zunächst für ein Jahr die Brandeis University, wechselte dann aber auf die University of Chicago, wo er 1991 seinen Bachelor of Arts in Wirtschaftswissenschaften mit Auszeichnung abschloss. Ab 1993 besuchte er die Law School derselben Universität und erhielt 1996 den Juris Doctor ebenfalls mit Auszeichnung.
Nach Abschluss des Studiums war Francisco Mitarbeiter von J. Michael Luttig, Richter am United States Court of Appeal, und Antonin Scalia, Richter am Obersten Gerichtshof der Vereinigten Staaten. Ab 1998 arbeitete er in der Kanzlei Cooper, Carvin & Rosenthal in Washington, D.C. Von 2001 bis 2003 war er unter George W. Bush als Rechtsberater im Weißen Haus tätig, anschließend bis 2005 für das Justizministerium. Danach wechselte er in die Privatwirtschaft und arbeitete von 2005 bis 2017 für die Wirtschaftskanzlei Jones Day. Seit 2017 ist er wieder im Justizministerium tätig. Am 19. September 2017 wurde er als 48. United States Solicitor General im Amt vereidigt.
Francisco ist verheiratet und hat zwei Kinder. Er lebt mit seiner Familie in Washington, D.C.